# Maskenbal
Maskenbal ili maskarada je karneval pod maskama, kao što i samo ime kaže. Obavezno je praćen muzikom uličnih svirača, koji su i sami maskirani. Učesnici karnevala za tu priliku oblače razne kostime, a najčešće prikrivaju i lice, maskama ili šminkom. Postoje razni oblici i materijali od kojih se prave maske, a u skorije vreme najviše je zastupljena šminka. Umetnici oslikavaju četkicama detalje na licu specijalnim bojama koje ne štete koži. Svrha ovog događaja je prvenstveno da se ljudi dobro zabave, ali i da pokažu svoje kreativno umeće što se kostima i maski tiče, nastojeći da što vernije prikažu lik koji predstavljaju.
Potreba za maskiranjem datira još iz drevnih vremena. Ljudi su se mazali blatom po telu i licu, kako bi se uklopili u ambijent i ostali neprimetni za onog koga čekaju u zasedi, životinju ili neprijatelja. U novije vreme, maskirali su se iz potrebe da sakriju svoj pravi identitet i ostanu anonimni, ali i radi čiste prevare. Kada su u pitanju maskirani pojedinci, vekovima unazad se ponavlja  potreba čitavih naroda da stvara svoje heroje, pa ih kroz razne legende poznajemo kao borce za pravdu i slobodu, poput Zoroa, Supermena, Betmena, Spajdermena… Međutim, ako se govori o masovnom maskiranju, onda su to svakako – maskenbali.
Ovaj oblik zabave datira još iz 15. veka, kada su se na kraljevskim dvorovima održavali mnogobrojni balovi. Bio je namenjen publici iz viših klasnih krugova. Nema podataka kako je tačno nastao bal pod maskama, ali postoji opšte verovanje da je nastao iz ljudske potrebe za moralnom slobodom. Poznato je da su tadašnji zakoni bili više nego strogi, čije kršenje je nosilo surovu osudu, često bez milosti. Jedan od takvih propisa bila je i zabrana devojkama da se upuste u razgovor sa nepoznatim muškarcima. Poznanstvo je moralo biti prethodno ugovoreno od strane njihovih roditelja, bliskih rođaka ili staratelja i razgovor među njima se odvijao isključivo uz njihovo prisustvo. Takođe, ovi balovi su ponekad završavali i fatalno, jer su pojedinci u maskenbalu videli svoju šansu da usmrte svog rivala ili neprijatelja, a da zbog toga ne budu osuđeni, jer – pod maskom se ne vidi ko je ubica. Mnoga pravila toga doba nam se danas čine smešnim, pa čak i apsurdnim, ali je sasvim izvesno da je u tadašnje vreme maskenbal bio prava i jedinstvena prilika da se krši zakon, i to nekažnjeno.
Maskenbal je, s druge strane, nastao i kao mogućnost da se ljudi, makar i na kratko, oslobode teških društveno-moralnih stega. Ovakve dvorske zabave omogućavale su svim dvorjanima, bez obzira na klasnu razliku i pripadnost, da uspostave kontakt, da se druže i zabave, a da pri tome ne strepe da li će zbog toga biti kažnjeni. Maske su im služile da prikriju svoj pravi identitet, da ne kompromituju sebe sledećeg dana, kada je trebalo nastaviti život po ustaljenim društvenim normama. Prosto rečeno, bal pod maskama je bio društveni „ventil“ kroz koji su ljudi izrazili svoju slobodnu volju, bal na kom je svima i sve bilo dozvoljeno, a najviše – bal na kom je svako mogao, iako pod maskom, da pokaže svoje „pravo“ lice.
Pored toga, skoro nezaobilazni deo maskenbala bila je igra, u kojoj je bio zadatak da svi gosti pogađaju identitet jednog izabranika pod maskom, postavljajući mu pitanja. Igra je umnogome doprinela da se uobičajeni bal obogati dobrim humorom i zabavom. Ovaj vid igre se čak i danas održao u nekim kvizovima.
Danas se maskenbali održavaju isključivo radi zabave. Kao običaj, prihvaćen je širom sveta. Najpoznatiji je onaj koji se tradicionalno svake godine održava u Italiji, u Veneciji. Tu se mogu videti zaista jedinstveni kostimi i maske, predivnih oblika i boja. Ponekad se organizuje i u vidu takmičenja, pa se nagrađuje učesnik koji nosi najsmešniji, najlepši ili najverodostojniji kostim, odnosno masku. Popularan je naročito među decom. Mališani najviše uživaju kada mogu da se obuku u kostim svog omiljenog junaka. Skoro da i nema rođendana ili neke dečje proslave - bez maskenbala.

## Napomene
1. ↑  Napomena: ne maskembal, u ovoj reči ne dolazi do jednačenja po zvučnosti